# 初安郡
初安郡，中国南北朝时设置的郡。
南朝宋置初安郡，隶属于豫州。治所在新怀县（在今河南确山县西北），辖境相当今河南省确山县一带。大明年间废。北魏延兴二年（472年）复置初安郡。辖境相当今河南确山县西部及泌阳县东部，东魏下辖新怀县、安昌县、怀德县、昭越县（今驻马店市泌阳县大路庄乡古城岗村东）。北齐改治安昌县（今确山县西南三十五里），废除新怀县。北周废除怀德县，改属舒州。隋文帝开皇三年（583年）废除初安郡，安昌县、昭越县直属豫州。